# Dytiscus marginicollis
Dytiscus marginicollis är en skalbaggsart som beskrevs av Leconte 1844. Dytiscus marginicollis ingår i släktet Dytiscus och familjen dykare. Inga underarter finns listade i Catalogue of Life.